# Oswaldo Guayasamín

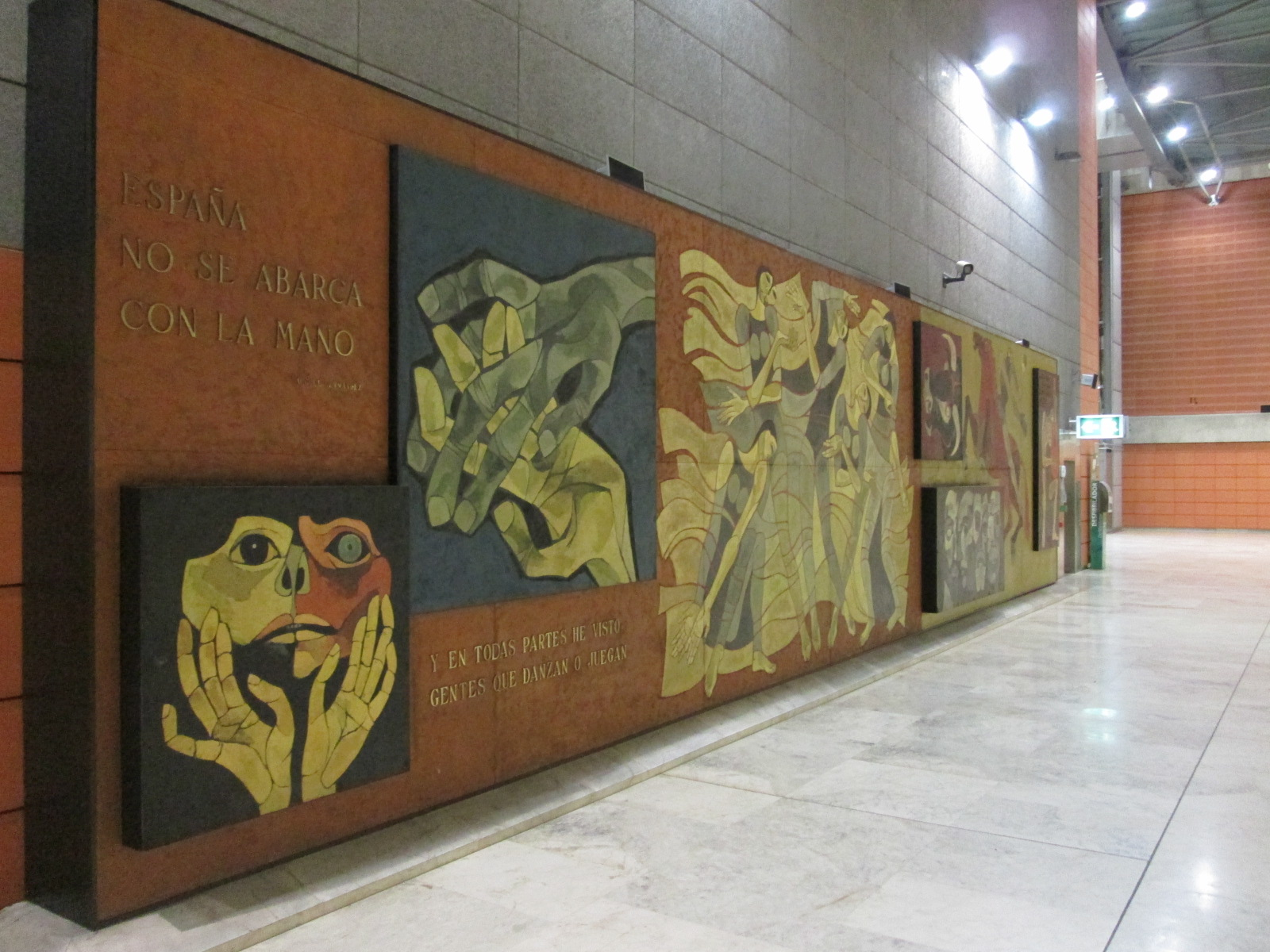
Werk von Guayasamin auf dem Flughafen Madrid-Barajas

Oswaldo Guayasamín (* 6. Juli 1919 in Quito; † 10. März 1999 in Baltimore) war ein Maler und Bildhauer und der wohl wichtigste bildende Künstler Ecuadors des 20. Jahrhunderts.

## Leben
Oswaldo Guayasamín war der Sohn eines indigenen Vaters und einer mestizischen Mutter und erstes von zehn Kindern. Schon früh wurden die künstlerischen Fähigkeiten von Oswaldo erkannt. Nach der Schulzeit schrieb er sich selbst gegen den Widerstand seines Vaters (die Familie eines Einzelhändlers war recht arm) an der Kunsthochschule als Student ein. Dort zählte auch der aus Prag geflüchteten Maler und Architekt Karl Kohn zu seinen Lehrern.
Guayasamín beendete sein Studium 1941. Im Jahr 1942, im Alter von 23 Jahren, präsentierte er seine erste Ausstellung in einer privaten Kunstgalerie in Quito. Diese löste einen kleinen Skandal aus, da seine Bilder gar nicht dem Ideal der Hochschule der schönen Künste entsprachen. Einige Bilder beeindruckten jedoch den späteren US-Vizepräsidenten Nelson Rockefeller, der zu dieser Zeit Präsident des Museums für Moderne Kunst in New York war, so stark, dass er sie kaufte.
Von dem dafür eingenommenen Geld hielt Guayasamín sich zunächst sechs Monate in den USA auf und begab sich von 1945 bis 1947 auf eine Reise durch viele Länder Südamerikas. Dabei lernte er auch Pablo Neruda kennen und es entstand eine Freundschaft, die viele Jahrzehnte anhielt. Die Eindrücke dieser Reise inspirierten ihn zu seinem ersten Bilderzyklus Huacayñán (Quechua, zu deutsch: Der Weg der Tränen), in dem er besonders das Elend und die Unterdrückung der indigenen Bevölkerung Lateinamerikas thematisierte. Die Bilder dieses Zyklus entstanden zwischen 1946 und 1952 und wurden auf vielen Ausstellungen auch im Ausland gezeigt.
1947 gestaltete Guayasamín auch Bühnenbilder für die von Karl Löwenberg in Quito gegründeten deutschsprachigen Kammerspiele, an denen die Frau seines Lehrers, Vera Kohn als Schauspielerin wirkte.
Guayasamín malte immer wieder Porträts wichtiger Künstler und meist linker Politiker Lateinamerikas, so beispielsweise von Salvador Allende und Fidel Castro. Neben der Freundschaft zu Pablo Neruda entstanden auch enge Kontakte zu Gabriel García Márquez.
Im Jahr 1971 wurde Guayasamín Präsident des Hauses der Ecuadorianischen Kultur, der wichtigsten staatlichen Kulturinstitution. 1976 gründete er die Fundacíon Guayasamín (deutsch: die Stiftung Guayasamín). Ziel der Stiftung war und ist, das kulturelle Erbe des Volkes und besonders der Indigenas zu sammeln und zu bewahren. Bis zu seinem Tod war Guayasamín Präsident der Stiftung, heute verwaltet sie den bedeutendsten Teil seines Nachlasses und wird von seinen Kindern geleitet.
Im Jahr 1978 wurde Oswaldo Guayasamín Mitglied der Königlichen Akademie der Schönen Künste in Spanien und im Jahr darauf Ehrenmitglied der Akademie der Künste Carrara Italiens.
Neben seinen Malereien widmete er sich auch der Bildenden Kunst, insbesondere Wandgemälden in öffentlichen Gebäuden. So gestaltete er 1982 eine 120 Meter lange Wand im neuen Gebäude des Flughafens Barajas bei Madrid. Diese Wand, beschichtet mit Acryl und pulverisiertem Marmor, ist in zwei Hälften aufgeteilt: Die eine ist Spanien und die andere Hispanoamerika gewidmet. Ab 1986 war Oswaldo Guayasamin Korrespondierendes Mitglied der Akademie der Künste Berlin. Im Jahr 1988 gestaltete er eine 360 m² große Wandfläche eines Sitzungsraums des ecuadorianischen Kongresses. In diesem Bild gibt es eine Darstellung, die das Symbol der CIA mit einem Nazi Stahlhelm verbindet, was bei der Einweihung zu wütenden Protesten des anwesenden US-Botschafters führte.

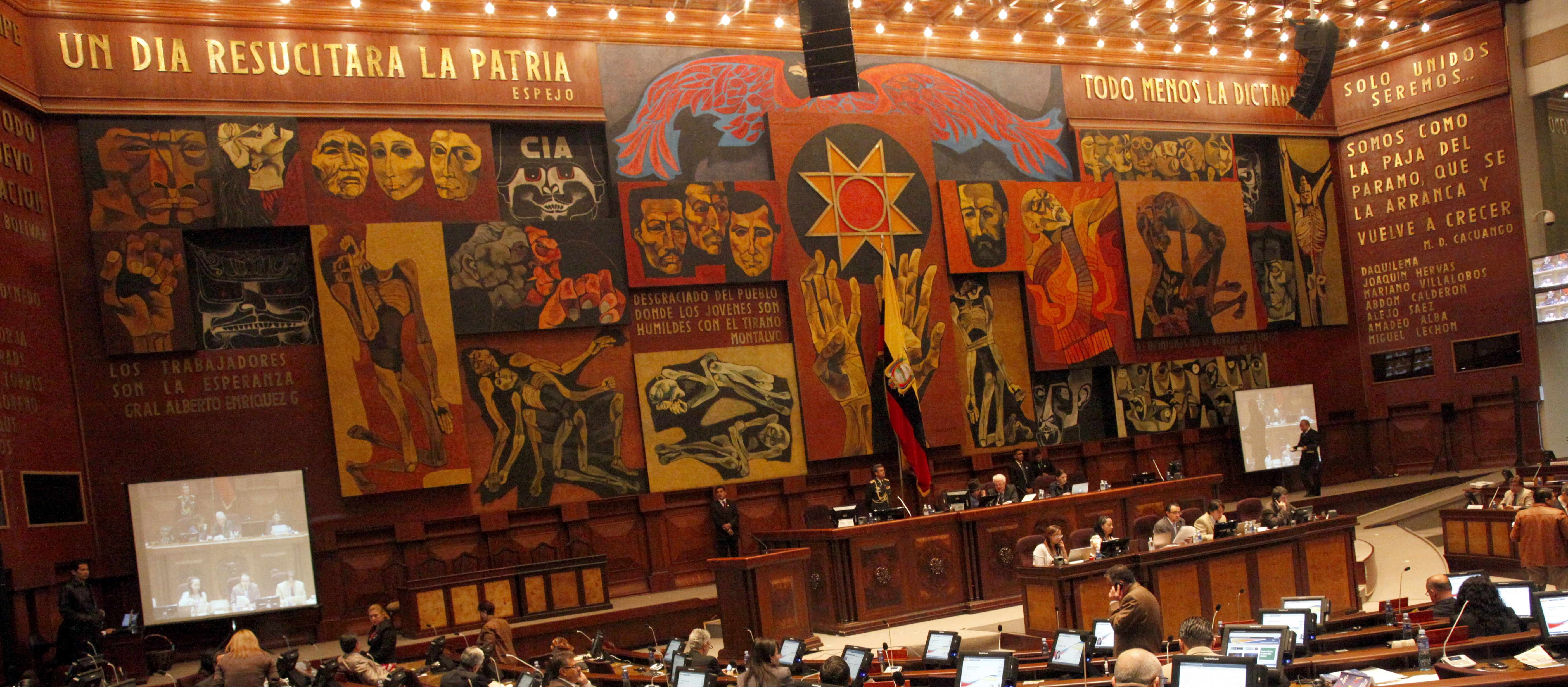
Wandgemälde von Guayasamín in der Nationalversammlung von Ecuador.

Weiters gestaltete er 1993 das Wandgemälde Mütter und Kinder im Eingangsraum des Sitzes der UNESCO in Paris.
Im Jahr 1993 nahm er an der Eröffnung eines ihm gewidmeten Museums in Havanna auf Kuba teil. Aus diesem Anlass präsentierte er auch sein drittes Porträt von Fidel Castro.
Den Grundstein für die Verwirklichung eines lang gehegten Traumes legte er im Jahr 1995: Die Errichtung der von Guayasamín so genannten Capilla del Hombre (deutsch Kapelle des Menschen) in Quito begann. Darin entstand in den folgenden sieben Jahren ein umfassendes Museum, in dem neben Guayasamíns Werk auch ein künstlerisch gestalteter Überblick über ein Jahrtausend lateinamerikanischer Geschichte und kulturellen Erbes zu sehen ist. Es ist damit eines der bedeutendsten Museen Quitos geworden.
Die Eröffnung der Capilla del Hombre erlebte Guayasamín nicht mehr. Er starb 1999 an einem Herzinfarkt in den USA, wo er sich zur Behandlung eines Augenleidens aufhielt.
Die „Kapelle“ wurde 29. und 30. November 2002 mit einem großen Festakt eingeweiht. Eine Festansprache hielt sein Freund Fidel Castro. Auch die Staatspräsidenten Gustavo Noboa Bejarano (Ecuador) und Hugo Chávez (Venezuela) sowie Friedensnobelpreisträger Adolfo Pérez Esquivel, Vertreter weiterer Staaten, der UNESCO und zahlreiche Künstler und Intellektuelle nahmen an den Feierlichkeiten teil, in deren Verlauf auch eine ewige Flamme für die Menschenrechte entzündet wurde.
In einer zweiten Bauphase sollen in die Capilla del Hombre darüber hinaus die derzeit in den wenige hundert Meter entfernt gelegenen Stiftungsräumlichkeiten ausgestellten Sammlungen Guayasamins integriert werden. Diese umfassen neben gestifteten und nachgelassenen Werken Guayasamíns aus allen Schaffensphasen auch Gemälde und Zeichnungen anderer lateinamerikanischer und europäischer Künstler sowie Guayasmins umfassende Sammlung archäologischer Funde der präinkaischen Kulturen Ecuadors (u. a. Valdivia, Chorrera und Tolita) sowie seine Sammlung von Sakralkunst vor allem aus der Kolonialzeit.

## Stiftung und Museen
Neben der Capilla del Hombre und den Ausstellungsräumen in der Stiftung selbst unterhält die Fundación Guayasamín unter anderem zwei Läden für Kunst- und Kunsthandwerk in Quito und Guayaquil sowie Museen in Havanna (Kuba) und Cáceres (Spanien).

## Werk
Neben seinen Werken der Bildenden Künste lässt sich Guayasamíns Malerei in drei Zyklen, die jeweils bestimmte thematische Schwerpunkte umfassen, einteilen. Diese Zyklen sind mit jeweils über 150 Bildern in der oben beschriebenen Capilla des Hombre ausgestellt:
1. 1946 bis 1952: Huacayñán (Der Weg der Tränen)
2. 1960 bis 1992: La Edad de la Ira (Das Zeitalter des Zorns)
3. 1988 bis 1999: Mientras vivo siempre te recuerdo (Solange ich lebe, erinnere ich mich an dich), auch La Edad de la Ternura (Das Zeitalter der Zärtlichkeit)

Der erste Zyklus, entstanden nach seiner Reise durch Südamerika, zeigt besonders das Leid der indigenen Bevölkerung. Ein häufiges Motiv des zweiten Zyklus ist eine Frau, die schützend vor ihr Gesicht oder über ihr Kind die Hände erhebt. Zu diesem Zyklus zählt auch das Bild Blutträne, das er 1973 zu Ehren von Salvador Allende, Víctor Jara und Pablo Neruda, die alle drei während oder kurz nach dem Militärputsch in Chile 1973 starben, malte.
Außer den Bildern, die den drei Zyklen zuzuordnen sind, malte er auch immer wieder Blumen und Landschaften Ecuadors, die sowohl von der Schönheit als auch von der Bedrohung des Landes künden.

## Nachweise
1. ↑  Vera Schiller de Kohn: Initiatische Therapie. Hin zum heiligen Kern, Nordländer, Rütte, 2012, ISBN 978-3-937845-32-6, S. 34
2. ↑  Maria-Luise Kreuter: Wo liegt Ecuador? Exil in einem unbekannten Land 1938 bis zum Ende der fünfziger Jahre, Metropol, Berlin, 1975, ISBN 3-926893-27-3, S. 255
3. ↑  Eintrag Oswaldo Guayasamín

| Personendaten    | Personendaten                        |
| ---------------- | ------------------------------------ |
| NAME             | Guayasamín, Oswaldo                  |
| KURZBESCHREIBUNG | ecuadorianischer Maler und Bildhauer |
| GEBURTSDATUM     | 6. Juli 1919                         |
| GEBURTSORT       | Quito                                |
| STERBEDATUM      | 10. März 1999                        |
| STERBEORT        | Baltimore                            |